# رایانه بی‌سر
رایانه بی‌سَر یا هِدلِس (به انگلیسی: Headless) یک دستگاه یا سیستم رایانه است که طوری پیکربندی شده‌است تا بدون نمایشگر (بدون "سر")، صفحه کلید و ماوس کار کند. یک سیستم بی‌سر معمولاً از طریق ارتباط شبکه کنترل می‌شود، هرچند برخی از دستگاه‌های سیستم بی‌سر برای مدیریت دستگاه نیاز به اتصال سریال بر روی RS-232 دارند. از عملکرد بی‌سر یک سرور معمولاً برای کاهش هزینه‌های عملیاتی استفاده می‌شود.

## محدودیت‌های بایوس رایانه شخصی
طی راه‌اندازی، برخی از نسخه‌های بایوس رایانه شخصی (مخصوصاً نسخه‌های قدیمی‌تر) قبل از پیشروی آنقدر منتظر می‌مانند تا کاربر کلیدی را فشار دهد. این می‌تواند یک سیستم بدون مراقب را اگر برخی از دستگاه‌های پایه، مانند کارت گرافیک یا صفحه کلید، نصب یا متصل نباشند، کاملاً متوقف کند.
در سیستم‌های جدیدتر، تنظیمات کارخانه بایوس معمولاً به شکلی پیکربندی می‌شوند که به همین روش رفتار کند، اما این تنظیمات را می‌توان با یک ابزار راه‌اندازی بایوس تغییر داد تا بدون دخالت کاربر عمل کند.
حتی در مواردی که یک سیستم برای مدیریت از راه دور تنظیم شده‌است، ممکن است هر از گاهی به صفحه کلید محلی و کارت گرافیک نیاز باشد. برای مثال، جهت تشخیص مشکلات راه‌اندازی که قبل از فعال شدن دسترسی از راه دور اتفاق می‌افتد.

## کنترل از راه دور سخت‌افزاری
برخی از سرورها کنترل از راه دور را با کارت شبکه داخلی و سخت‌افزاری که صفحه کنسول را نمایان می‌کند، ممکن می‌کنند. به عنوان مثال، HP سیستمی به نام Integrated Lights-Out (iLO) با چنین عملکردی را ارائه می‌دهد. به کمک یک اتصال وب ایمن به یک آدرس IP اختصاص داده شده به آداپتور iLO دسترسی از راه دور به سیستم به دست می‌آید و امکان نظارت بر سیستم در طول راه‌اندازی، پیش از بارگیری سیستم عامل را فراهم می‌کند.
یک راه حل سخت‌افزاری دیگر استفاده از کلید KVM-over-IP است. چنین کلیدی یک دستگاه صفحه کلید-ویدئو-ماوس مرسوم است که قابلیت فراهم کردن کنترل از راه دور از طریق IP هم دارد. اتصال به دستگاه KVM با استفاده از یک مرورگر وب به دست می‌آید که امکان نظارت از راه دور بر پورت کنسول سیستم متصل را فراهم می‌کند.

## کنترل از راه دور نرم‌افزاری
مدیریت یک سیستم بی‌سر معمولاً با یک رابط متنی مانند خط فرمان در یونیکس یا لینوکس انجام می‌شود. این رابط‌ها که اغلب «پایانه‌های مجازی» یا «برابر کننده‌های پایانه» نامیده می‌شوند، تلاش می‌کنند تا رفتار پایانه‌های رابط «حقیقی» مانند VT100 شرکت Digital Equipment Corporation را، اما از طریق شبکه‌ها، معمولاً با استفاده از پروتکل‌هایی مانند Secure Shell شبیه‌سازی کنند.
همچنین می‌توان از سیستم‌هایی مانند X Window System و VNC به اضافه درایورهای نمایش مجازی استفاده کرد - این سیستم اتصال از راه دور به ماشین‌های بی‌سر را از طریق رابط‌های کاربر گرافیکی معمولی که اغلب روی پروتکل‌های شبکه مانند TCP/IP اجرا می‌شوند، ممکن می‌کند.